# Joseph Joel Duveen
Joseph Joel Duveen (ur. 30 kwietnia 1843 w Meppel, zm. 9 listopada 1908 w Hyères) – holenderski marszand i filatelista; założyciel firmy Duveen Brothers wraz z bratem Henrym J. Duveenem. Zmarł w 1908 wskutek choroby nerek; po jego śmierci do rodzinnej firmy dołączył jego syn Joseph Duveen, przyszły lord Duveen.